# Litoria mareku
Litoria mareku är en groddjursart som beskrevs av Günther 2008. Litoria mareku ingår i släktet Litoria och familjen lövgrodor. IUCN kategoriserar arten globalt som otillräckligt studerad. Inga underarter finns listade i Catalogue of Life.